# Wohn- und Geschäftshaus Mangold

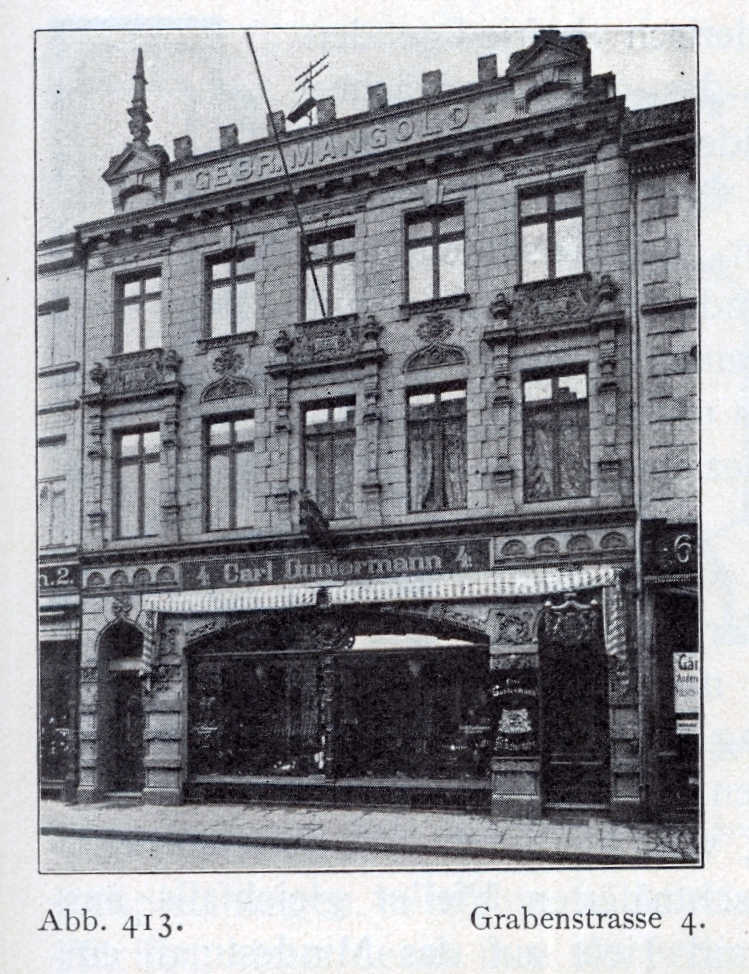

Das Anfang des 19. Jahrhunderts erbaute Wohn- und Geschäftshaus Mangold an der Grabenstraße 4 in Düsseldorf wurde nach Entwürfen der Architekten Jacobs & Wehling im Jahre 1888 umgebaut und im Zweiten Weltkrieg zerstört.
Seinen Treppenaufgang würdigten Josef Kleesattel und Paul Sültenfuß. Der Düsseldorfer Architekten und Ingenieurverein würdigte die Fassadengestaltung und Grundrisslösung.

## Geschichte
Die Grabenstraße gehört zur Carlstadt, die ab 1784 angelegt wurde, als man die bisherigen alten Stadtbefestigungen im Süden der Wallstraße und im Osten der Zitadelle niederlegte. Die neue Straße wurde auf den zugeschütteten Gräben der Schutzgewässer vor der Stadtmauer angelegt und die ersten Gebäude im Bereich der Grabenstraße wurden nach 1787 errichtet. Das an der Straße gebaute Gebäude Nr. 4 gehörte zu diesen ersten Neubauten und lag als zweites Haus neben dem Eckgebäude Nr. 2 mit der Mittelstraße. Das Wohn- und Geschäftsgebäude beherbergte 1880 eine Drogen-, Chemikalien-, Farb- u. Materialwaarenhdlg (Wilhelm Blankenberg), 1885 ein Herren-Confections- und Tuchgeschäft (Wilhelm Weinberg) und 1886 die Handschuhfabrik von „de Haen“. Letzterer war zu diesem Zeitpunkt auch der Eigentümer des Gebäudes. Die Gebrüder Mangold, die Mitte der 1880er Jahre im Gebäude Grabenstraße 9 auch eine Handschuhfabrik betrieben, kauften 1888 von „de Haen-Constanjen“ das Geschäftshaus Grabenstraße 4 und veranlassten einen Umbau. Ab 1889 wurde ihre Handschuhfabrik mit einem Kravattenlager in das erworbene und umgebaute Gebäude verlegt. Im gleichen Gebäude ist auch 1886 bis 1889 eine Pelzhandlung der Geschwister Clara und Emma Schwenkenberg nachweisbar. Bereits 1890 wurde bis 1891 die Pelzhandlung durch den Eisenwarenladen des Händlers „H. J. Laumen“ abgelöst.
Ab 1892 ist bis 1901 hatten die Gebrüder Mangold ihre Handschuhfabrik im Eigentum Haus Nr. 4. Danach blieben sie Eigentümer gaben aber die Fabrik auf und wohnten auf der Schadowstraße 23. Noch 1940 wurde die Erben der Gebrüder Mangold als Eigentümer des Hauses Nr. 4 angegeben. Ab 1902 hatte der Hof-Büchsenmacher Karl Guntermann seine Niederlassung im Gebäude Nr. 4. Auch 1940 wurde diese Firma noch an diesem Standort angeführt. Daneben hatten zeitweise die Apotheke (1902) von Ludwig Vigener und die Praxis (1909) des Augenarztes Otto Müller Räume in dem Gebäude angemietet.

## Lage und Umgebung
Das Gebäude befand sich an der Grabenstraße, wo auch andere Geschäftshäuser, wie beispielsweise das Kaufhaus S. Guttmann & Cie. (Grabenstraße 15), zu finden waren. Die Straße – von Adolph von Vagedes im Stil des französischen Klassizismus geplant – wurde von Eckbauten eingerahmt, die Schaufassaden der dazwischenbefindlichen Gebäude wurden durch ein breites Hauptgesims zusammengefasst.

„V. Kapitel. Das Düsseldorfer Wohnhaus seit Beginn des 19. Jahrhunderts bis zur Zeit der Gründerrenaissance […] Eine alte Darstellung der Grabenstrasse zeigt, wie Vagedes sich das neue Düsseldorf dachte […] Die von diesen Eckbauten eingerahmten Wohnhäuser legen den Pilaster- und Giebelschmuck beiseite, führen aber das breite Hauptgesims der beiden Eckbauten durch, wie sie auch deren Stockwerkhöhen übernehmen. Leider ist heute nichts mehr von diesem einheitlichen Strassenbilde erhalten. Aber auch die übrigen, auf die städtebaulichen Ideen von Vagedes zurückgehenden Düsseldorfer Strassenbilder sind entweder nur noch in alten Aufnahmen erhalten oder durch spätere Eingriffe entstellt […] Das Eckhaus Schwanenmarkt und Südstrasse ist wieder verwandt mit den Eckhäusern der Grabenstrasse (Tafel 61–62).“

## Geschichte
Das Haus der Grabenstraße 4 in Düsseldorf wurde ursprünglich für Laurenz Lensch erbaut, dessen Witwe, Rentnerin, im Jahre 1850 an der Oberbilker Straße 985 wohnte. Im Jahre 1865 gehörte das Haus Heinrich Borchardt, Rentner. Im selben Jahr wohnte der Commissionär J.W. Krahforst an der Grabenstraße 4. Im Jahre 1880 betrieb Wilhelm Blankenberg dort eine Droguen-, Chemikalien-, Farb- u. Materialwaarenhdlg. Im Jahre 1885 betrieb Wilhelm Weinberg im Haus ein Herren-Confections- und Tuchgeschäft. Die Gebrüder Mangold betrieben im Haus 1889 eine Handschuhfabrik und ein Krawattenlager. Inhaber war Theodor Mangold. Mangold führte ein gleiches Geschäft an der Schadowstraße 23. 1889 wohnte im Haus auch der Commissionär Ewald Ravenstein. Ebenso wohnte im Haus Clara Schwenkenberg, die eine Pelzhandlung im Haus führte.

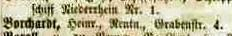
1865: Borchardt, Heinr, Rentn. Grabenstr. 4
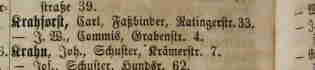
1865: Krahforst, J.W. Commis, Grabenstr. 4
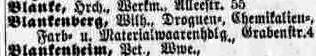
1880: Blankenberg Grabenstr.4
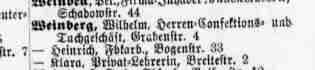
1885: Weinberg, Wilhelm, Herren-Confections- und Tuchgeschäft
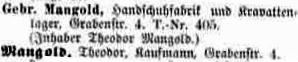
1889: Gebr. Mangold Handschuhfabrik und Kravattenlager.
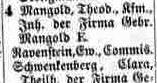
1889: (Grabenstr.) 4 Mangold, Theodor Inhaber der Firma Mangold Eigentümer Ravenstein, Ewald Commissionär, Schwenkenberg, Clara, Theilhaber der Firma Geschwister Schwenkenberg
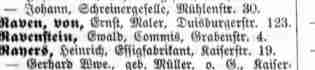
1889: Ravenstein, Ewald, Commis, Grabenstraße 4
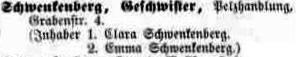
1889: Schwenkenberg, Geschwister, Pelzhandlung, Grabenstr. 4 (Inhaber 1 Clara Schwenkenberg, 2 Emma Schwenkenberg)
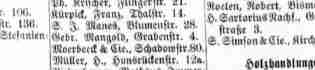
1900: Gebrüder Mangold, Grabenstr. 4.

## Architektur
Anfang des 19. Jahrhunderts entstand das Haus. Der Innenarchitektur, so dem Treppenaufgang im Empire-Stil, schenkt Josef Kleesattel besondere Beachtung – „deren hochgestellter schöner Treppenpfosten besondere Beachtung verdient“. Auch Paul Sültenfuss zeigt den Treppenaufgang aus dem Anfang des 19. Jahrhunderts im Kapitel Das Düsseldorfer Wohnhaus seit Beginn des 19. Jahrhunderts bis zur Zeit der Gründerrenaissance. Der Düsseldorfer Architekten und Ingenieurverein würdigte die Fassadengestaltung und Grundrisslösung des Hauses, das nach Entwürfen der Architekten Jacobs & Wehling im Jahre 1888 für die Firma der Gebrüder Mangold umgebaut wurde. Das Gebäude gehörte zu einer – von dem Düsseldorfer Architekten und Ingenieurverein – ausgewählten Gruppe von Geschäftsgebäuden, „die hinsichtlich Grundrissentwicklung oder Frontalausbildung ein besonderes Interesse in Anspruch nehmen, in gleicher Weise auch solche, die für die Entwicklung des Geschäftshauses in Düsseldorf von Bedeutung erscheinen.“

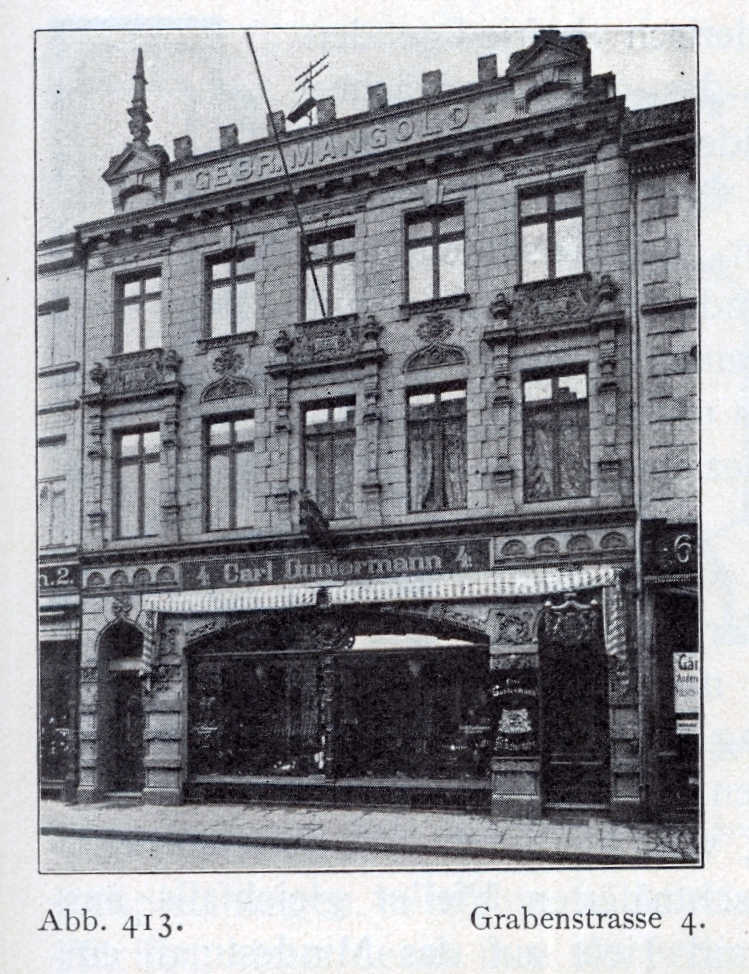
Fassade
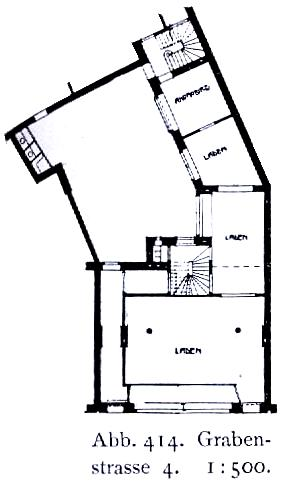
Grundriss
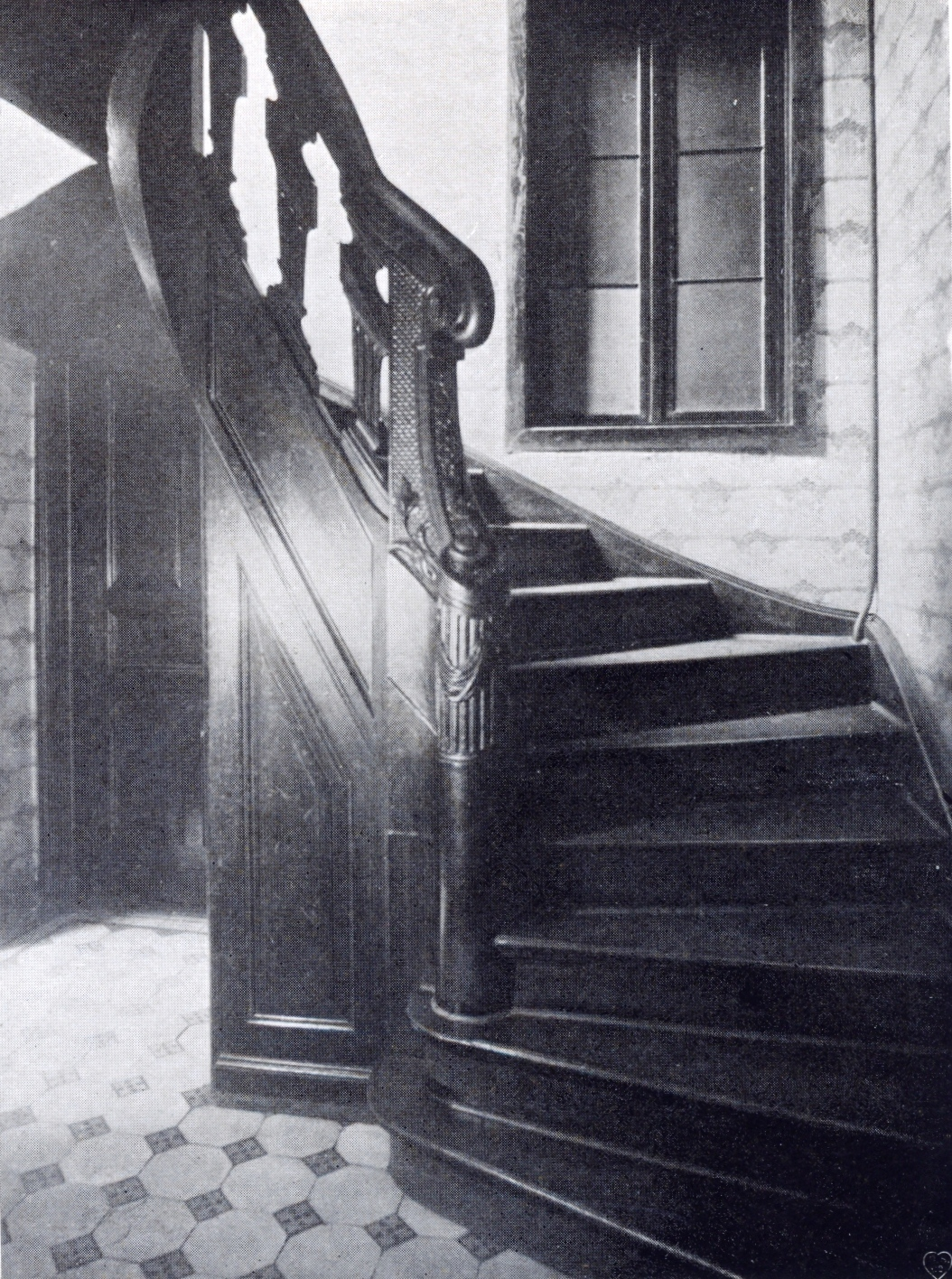
Treppenaufgang